# Арцыбашев, Егор Михайлович
Его́р Миха́йлович Арцыба́шев (род. 1700-е, Новгородский уезд) — российский горный инженер, металлург. Потомственный дворянин, надворный советник. В 1758—1760 годах исполнял обязанности главного командира Уральских горных заводов.

## Биография
Родился около 1700 года в Новгородском уезде. Окончил Славяно-латинскую академию, также учился в Петербургском морском училище.
В 1724 году приехал на горнозаводскую службу на Урал. Служил горным инженером на Подволошном серебряном и Полевском медном рудниках, позднее был горным командиром Полевского медеплавильного завода. В июне 1735 года первым из госслужащих произвёл осмотр железорудного месторождения горы Благодать, а позднее сообщил в докладной записке об успешной опытной плавке железа из гороблагодатской руды. Также Арцыбашев участвовал в разметке тракта от Екатеринбурга до Кунгура и Егошихинского завода.
В 1735—1739 и в 1742—1744 годах Арцыбашев командовал горными заводами и рудниками в Красноярском уезде. В этот же период занимался осмотром месторождений полезных ископаемых на Алтае.
С 1747 по 1751 год был командиром Екатеринбургского железоделательного завода. В этот же период участвовал в постройке Екатеринбургской гранильной фабрики и реконструкции заводской плотины с укреплением её камнем.
В 1745—1746 и 1751—1753 годах Арцыбашев возглавлял Пермскую контору судных и земских дел в Кунгуре. Возглавлял следственную комиссию по делу Н. Г. Клеопина, обвинявшегося в злоупотреблениях властью. В 1753—1758 годах был руководителем Пермского горного начальства со штаб-квартирой в посёлке Егошихинского завода. С 1758 по 1760 год возглавлял Канцелярию Главного правления заводов, сменив на этом посту Клеопина. В период руководства Уральской горнозаводской администрацией Арцыбашев участвовал в передаче частным заводовладельцам казённых заводов. В 1760 году стал вторым членом Канцелярии, передав пост главы горной администрации И. Н. Юдину.
В 1764 году в чине надворного советника Арцыбашев был отозван в Берг-коллегию в Петербург.
Среди горных офицеров Егор Михайлович был известен демократичностью и бесконфликтным характером. Был противником гонений на старообрядцев.